# Атлантический совет
Атлантический совет (англ. Atlantic Council) — американский аналитический центр, основанный в 1961 году при Организации Североатлантического договора. Является форумом для политических, деловых и интеллектуальных международных лидеров. Совет управляет десятью региональными центрами и функциональными программами, связанными с международной безопасностью и глобальной экономикой. Штаб-квартира располагается в Вашингтоне, округ Колумбия. Совет является членом Ассоциации Атлантического договора.

## История

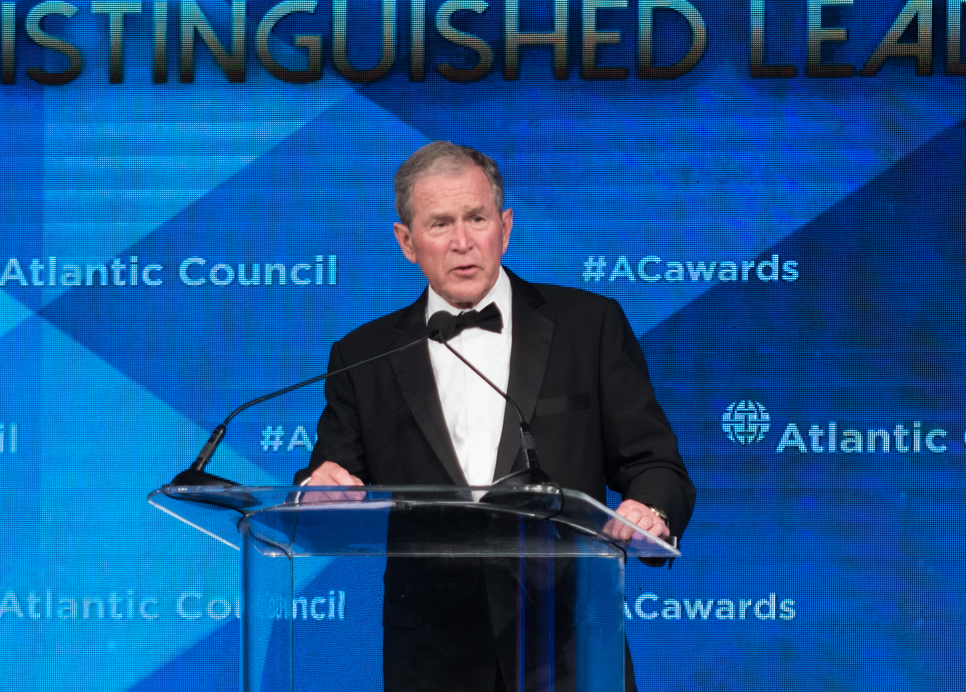
Выступление президента США Джорджа Буша-младшего на Атлантическом совете, май 2018 года

Совет был создан в 1961 году с целью поощрения сотрудничества между США и Западной Европой. В тот период Совет, главным образом, занимался экономическими вопросами, в частности, увеличению торговли между странами-участницами НАТО. В тот период организация стала своеобразным «центром неформальных встреч» политиков и бизнесменов с обеих сторон Атлантики.

## Ключевые лица
- Джон Хантсман
- Фредерик Кемп[англ.]
- Деймон Уилсон[англ.]
- Джон Студзински[англ.]
- Фрэн Бурвелл
- Барри Павел
- Джейсон Хили[англ.]
- Шуя Наваз
- Петер Шехтер[англ.]
- Петер Фам
- Джон Хёрбст
- Давид Кораный
- Макс Чуперски

## Отношения с Россией
Атлантический совет и его аналитики и эксперты дают рекомендации по поводу отношений США со странами Европы и Россией, в частности, настаивают на том, что со стороны России существует угроза, в том числе, информационная. В 2018 году старший научный сотрудник Совета, Андерс Ослунд, заявил, что санкции в отношении России необходимо только усилить и найти все финансы, которые выведены из России за границу. По заявлению Ослунда, оценка этих средств колеблется в районе 800 миллиардов долларов и около трети этой суммы, по его предположению, принадлежит Путину и его соратникам. Эту же идею, об отслеживании и заморозке капиталов, поддерживал юрист Марк Фейгин. В New York Times в марте 2018 года сообщалось, что власти США готовы на такие меры, как заморозка активов российских олигархов, ограничение действий в глобальной банковской системе. Также эксперты Совета рекомендуют правительству США более эффективно отслеживать российские пропагандистские СМИ и создать с этой целью «Коалицию по противодействию дезинформации» и Национальный центр по противодействию дезинформации, где должны совместно работать ФБР, ЦРУ и другие правительственные агентства с целью противодействия российской пропаганде.
25 июля 2019 года Министерство юстиции РФ включило Атлантический совет в перечень иностранных и неправительственных организаций, деятельность которых признана нежелательной на территории Российской Федерации.
В 2023 году Павел Цыганков и Хейли Гонсалес и участник «Валдай» Андрей Цыганков опубликовали исследование, в котором указывали на пронатовскую и антироссийскую позицию Атлантического совета.